# Über Staat und Religion

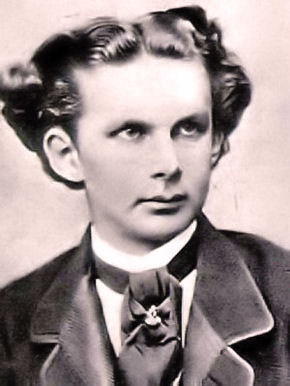
Ludwig II. von Bayern

Über Staat und Religion ist eine Schrift Richard Wagners, die dieser im Auftrag des jungen Königs Ludwig II. von Bayern geschrieben hat, kurz nachdem er vom König im Frühjahr 1864 nach München berufen wurde. Diese Schrift veröffentlichte Wagner im achten Band seiner Gesammelten Schriften und Dichtungen.

## Hintergrund
Wagner fand sich unerwartet in der Rolle eines Beraters und Erziehers eines Königs wieder. Ludwig hatte bereits in jungen Jahren die kulturpolitischen Schriften Wagners gelesen (Die Kunst und die Revolution, Das Kunstwerk der Zukunft) und kannte dessen Vorstellung einer idealen Gesellschaft. Wie Wagner träumte auch der junge Idealist aus dem Hause der von jeher kunstfördernden Wittelsbacher von einer heilen Welt, einem Königreich der Musen, wo Kunst und Kultur im Vordergrund stehen. Krieg, Gewalt, politische Intrigen waren ihm ein Gräuel. Ludwigs Ziel war es, München als Kulturzentrum, als Zentrum der deutschen Musik zu etablieren. Wagner sollt ihn dabei unterstützen. So gesehen war Wagner für den König „Mittel zum Zweck“, um als größter Kunst-Mäzen in Deutschland zu gelten.

## Kurzfassung der Schrift
Wagner, inzwischen über 50 Jahre alt, hat in dieser Schrift seine Vorstellungen über Staat, Königtum und Kunst aktualisiert. Er schreibt vom Ernst der Kunst, vom Wahn des Patriotismus, der öffentlichen Meinung, einem idealen Königtum und über die stabilisierende Aufgabe der Religion im Staat.
Ich stelle mir die Kunst im öffentlichen Leben als einen Aufruf zur Zerstreuung des Lebens vor, welches im Grunde nur als eine heitere Beschäftigung, nicht aber als eine Arbeitsmühe gedacht werden sollte. Meine Richtung ging darauf, mir eine Organisation des gemeinsamen öffentlichen wie des häuslichen Lebens vorzustellen, welche von selbst zu einer schönen Gestaltung des menschlichen Geschlechtes führen müsste. Zu jener Zeit hatte ich bereits die Dichtung meines „Ringes des Nibelungen“ entworfen. Mit dieser Konzeption hatte ich mir unbewusst im Betreff der menschlichen Dinge die Wahrheit eingestanden. Hier ist alles durch und durch tragisch, und der Wille, der eine Welt nach seinem Wunsche bilden wollte, kann zu nichts Befriedigenderem gelangen, als durch einen würdigen Untergang sich selbst zu brechen. Auch der Künstler kann von sich sagen: „mein Reich ist nicht von dieser Welt“, und ich vielleicht mehr als irgendein jetzt lebender muss dies von mir sagen, eben des Ernstes willen, mit dem ich meine Kunst erfasse. Hart ist es nun, dass wir mit diesem außerweltlichen Reiche mitten in dieser Welt stehen, die selbst so ernst und sorgenvoll ist, dass ihr flüchtige Zerstreuung einzig angemessen dünkt, während das Bedürfnis nach ernster Erhebung ihr fremd geworden ist. –
Wagner schreibt weiter – und geht damit auf die Intentionen seines Musikdramas Der Ring des Nibelungen ein –, dass das Wesen der Welt Blindheit sei und durch einen dunklen Drang, einen blinden Trieb von Macht und Gewalt bewegt wird, der sich gerade nur so weit Licht und Erkenntnis verschafft, als es zur Stillung der augenblicklichen Bedürfnisse Not tut. Das Grundwesen des menschlichen Dranges wäre die Habgier und Genusssucht, um sich somit schnelle Befriedigung individueller Leidenschaft, wenn nötig auch mit Gewalt, zu beschaffen. Der Furcht vor Gewalt verdanken wir den Staat. In ihm drückt sich das Bedürfnis von blind begehrenden Individuen nach einem erträglichen Auskommen mit sich selber aus. Er ist ein Vertrag, durch welchen die Einzelnen sich vor gegenseitiger Gewalt zu schützen suchen. Wie in der Naturreligion den Göttern ein Teil der Feldfrucht oder Jagdbeute zum Opfer gebracht wurde, so opferte im Staate der Einzelne so viel von seinem Egoismus, als nötig erschien, um die Befriedigung des großen Restes desselben sich zu sichern. Hierbei geht die Tendenz des Einzelnen dahin, gegen das kleinstmögliche Opfer die größtmögliche Zusicherung zu erhalten. Die eigentliche Tendenz des Staates ist: Stabilität – und mit Recht, denn sie entspricht zugleich dem unbewussten Zwecke jedes höheren menschlichen Strebens, über die Grundbedürfnisse wirklich hinauszukommen, nämlich: zur freieren Entwicklung der geistigen Anlagen. Die verkörperte Gewähr für dieses Grundgesetz ist der Monarch. Ein Staat erreicht mit der Person des Königs zugleich sein eigentliches Ideal. Er ist der Vertreter des rein menschlichen Interesses und nimmt deshalb vor dem Auge des Bürgers eine in Wahrheit fast übermenschliche Stellung ein. Sein Walten ist daher: Gerechtigkeit, und wo diese nicht zu erreichen, Gnade auszuüben.
Wagner schreibt nun weiter über das Verhältnis von König und Volk, kritisiert die „öffentliche Meinung“, die durch das Zeitungswesen, sehr zum Schaden für einen Monarchen, manipuliert wird und kommt dann auf den stabilisierenden Faktor der Religion, die „zur eigentlichen Menschenwürde“ führe.
Die Religion ist ihrem Wesen nach grundverschieden vom Staate. Ihre Grundlage ist das Gefühl der Unseligkeit des menschlichen Daseins, die tiefe Unbefriedigung des rein menschlichen Bedürfnisses durch den Staat. Ihr innerster Kern ist Verneinung der Welt, d. h. Erkenntnis der Welt als eines nur auf einer Täuschung beruhenden, flüchtigen und traumartigen Zustandes, sowie erstrebte Erlösung aus ihr, vorbereitet durch Entsagung, erreicht durch den Glauben. Der religiösen Vorstellung geht die Wahrheit auf, es müsse eine andere Welt geben, als diese, weil in ihr der unerlöschliche Glückseligkeitstrieb nicht zu stillen ist. Die Religion ist nicht nur als Moralgesetz und durch ihre praktische Bedeutung für den Staat wichtig, sondern vor allem durch ihren unermesslichen Wert für das Individuum. Die christliche Religion hat ihre erhabene Bedeutung durch ihre Dogmen. Das religiöse Dogma stellt die andere, bisher unerkannte Welt dar, und zwar mit solch unfehlbarer Sicherheit und Bestimmtheit, dass der Religiöse, dem sie aufgegangen ist, hierüber in die tiefbeseligendste Ruhe gerät. Die tiefste Erkenntnis lässt uns begreifen, dass im eigenen inneren Grunde des Gemütes, nicht aber aus der uns nur von außen vorgestellten Welt, eine wahre Beruhigung uns kommen kann.
Wagner beschließt seine Ausführungen mit der Feststellung, dass jeder wahrhaft große Geist, wie ihn die menschlichen Generationen doch nur selten hervorbringen würde, erstaunt darüber sei, wie es möglich ward, in dieser Welt längere Zeit auszuhalten. Dies sei nur mit Hilfe der Kunst möglich, womit Wagner die Ambitionen des Königs unterstreichen wollte, auch neue Wege der Kunst – beispielsweise seiner Kunst – zu fördern. Seine Vorstellungen über Staat, Kunst, Religion und Politik hat Wagner später weiter präzisiert, vor allem in seinen Schriften  Deutsche Kunst und Deutsche Politik sowie Religion und Kunst.